# Leccinellum quercophilum
Bolet des chênaies
Espèce
Leccinellum quercophilum, le Bolet des chênaies, est une espèce de champignons de la famille des Boletaceae.

## Répartition
Lors de sa description, Leccinellum quercophilum n'était connu que de l'Illinois et du Michigan (États-Unis).

## Systématique
Le nom correct complet (avec auteur) de ce taxon est Leccinellum quercophilum M. Kuo, 2013,. Cette espèce a été décrite par Michael Kuo (d) dans une publication coécrite avec Andrew S. Methven (d), Andrew McQuade Minnis (d) et Roy Edward Halling (d).
Ce taxon porte en français le nom vernaculaire ou normalisé suivant : Bolet des chênaies.
Leccinellum quercophilum a pour synonymes :
- Leccinum quercophilum (M. Kuo) M. Kuo, 2020

### Étymologie
Son épithète spécifique est une combinaison du latin quercus, « chêne », et du grec ancien φιλέω, « aimer », fait référence à l'association de cette espèce avec les arbres du genre Quercus (les chênes) en Amérique du Nord.

### Publication originale
- (en) Michael Kuo, Andrew S. Methven, Andrew M. Minnis et Roy E. Halling, « Studies of North American macrofungi, 1. Validation of Lactarius rubidus comb. nov. and Leccinellum quercophilum sp. nov. », Mycotaxon, Mycotaxon Publications (d), vol. 124, no 1,‎ 10 octobre 2013, p. 323-332 (ISSN 0093-4666 et 2154-8889, OCLC 1798491, DOI 10.5248/124.323, lire en ligne).